# Heinrich Heine

Placă memorială pe casa în care a locuit Heinrich Heine la Köln în perioada 1807-1814

Placă memorială pe şcoala în care a învăţat Heinrich Heine la Köln

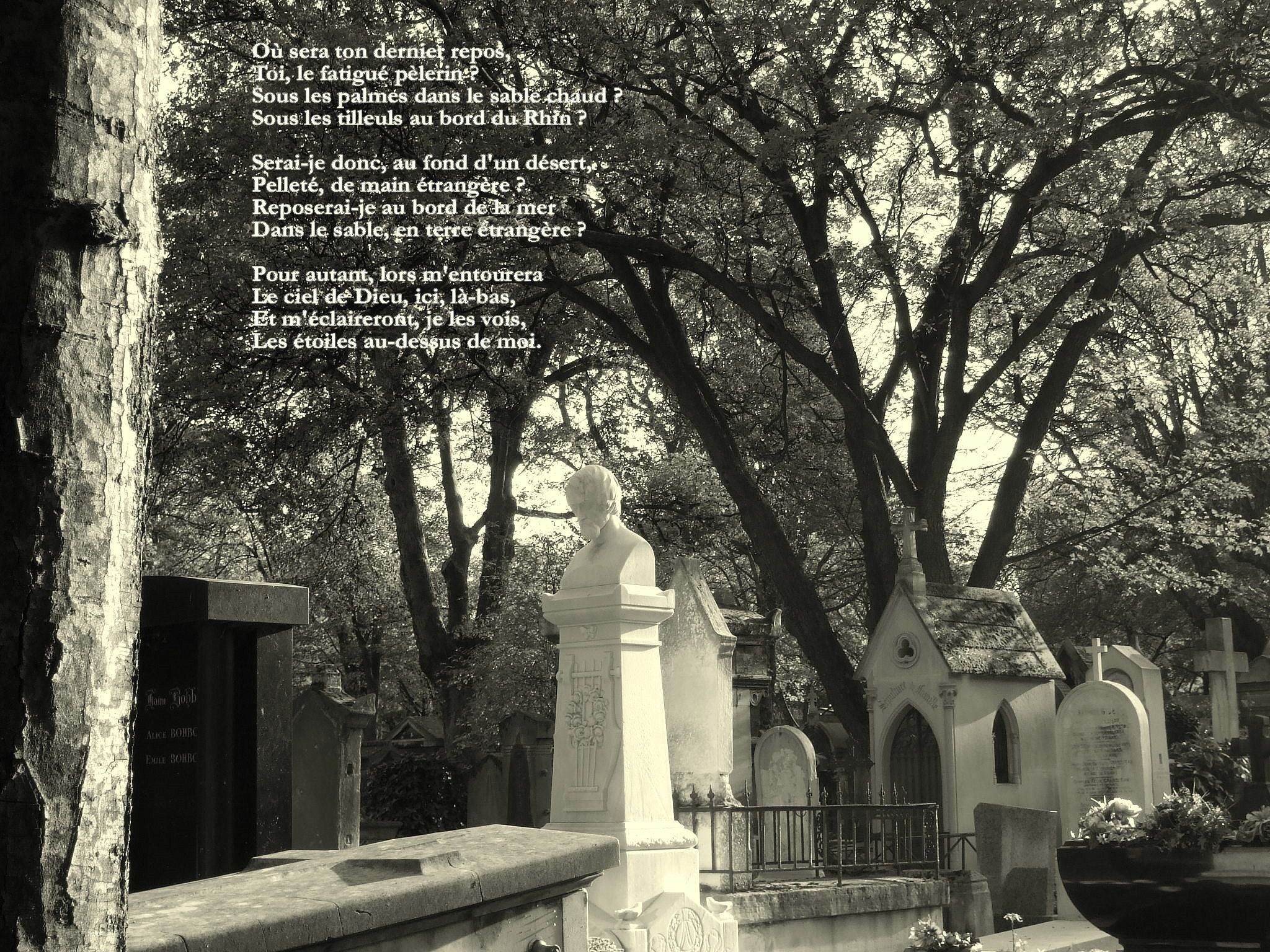
Mormânt la Cimitirul Montmartre, divizia 27

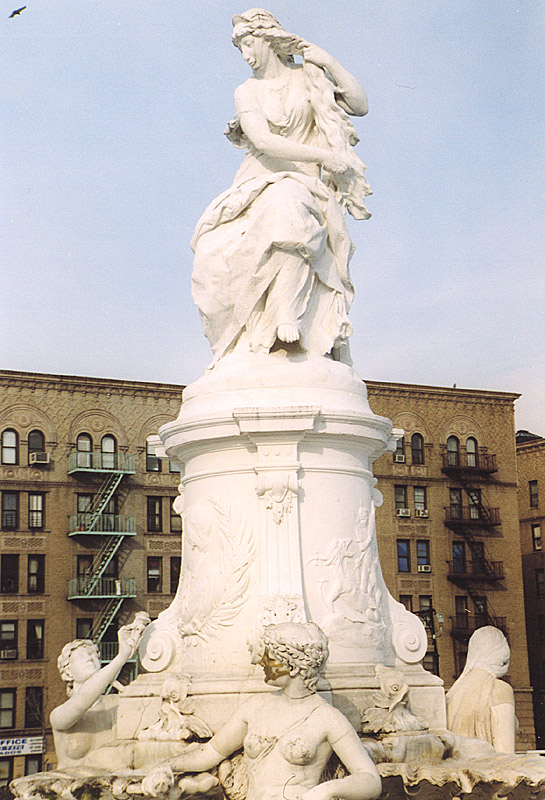
Monumentul lui Heinrich Heine din New York

Christian Johann Heinrich Heine (numele la naștere Harry Heine), (n. 13 decembrie 1797, Düsseldorf, Sfântul Imperiu Roman – d. 17 februarie 1856, Paris, Al Doilea Imperiu Francez) a fost un poet și prozator german.
A fost unul dintre cei mai semnificativi poeți germani și reprezentant de seamă al liricii romantice universale.
Lirica sa reflexivă este marcată de o originală subiectivitate, fiind subordonată deopotrivă fanteziei și reveriei romantice, dar și înclinației către ironie, autoparodie și umor.
A exercitat o puternică influență asupra literaturii germane.

## Biografie
Heine s-a născut dintr-o familie evreiască din Düsseldorf, Germania.
Tatăl său a fost un comerciant care, în cursul ocupației franceze a constatat că s-au deschis noi perspective pentru evrei. Când tatăl său a dat faliment, Heine a fost trimis la Hamburg, unde unchiul său, Salomon, un bancher bogat, l-a încurajat să se pregătească pentru o carieră în comerț. După ce și afacerea lui Heine a dat faliment, el s-a hotărât să studieze dreptul la universitățile din Göttingen, Bonn și la Universitatea Humboldt din Berlin, dar în final, deși a absolvit în 1825, a constatat că literatura este mai interesantă decât dreptul. În această perioadă s-a hotărât să se convertească de la Iudaism la Protestantism. Acest lucru i-a fost necesar, deoarece în multe din statele germane, li se aplicau restricții severe evreilor, în multe cazuri fiindu-le chiar interzisă practicarea unor profesii. Una din profesiile interzise pentru evrei era și cea de profesor la universitate, care devenise țelul lui Heine. Heine și-a justificat convertirea, spunând că aceasta a fost „biletul său de intrare în cultura europeană”. De fapt se pare că nu a fost chiar așa. Vărul și binefăcătorul său, compozitorul Meyerbeer, nu a fost nevoit să se convertească pentru a pătrunde în cultura europeană. Pentru tot restul vieții, Heine a s-a confruntat cu elementele incompatibile ale dublei sale identități, germane și evreiești.
Heine este cel mai bine cunoscut pentru poezia lirică, din care o bună parte (mai ales lucrările de tinerețe) a fost pusă pe muzică de compozitori de lieduri, dintre care cel mai reprezentativ a fost Robert Schumann. Și alți compozitori, între care Richard Wagner, Franz Schubert, Felix Mendelssohn, Fanny Mendelssohn, Hugo Wolf și Johannes Brahms, au pus pe muzică versuri ale lui Heine. Chiar și în secolul al XX-lea, Hans Werner Henze și Lord Berners le-au urmat exemplul.
Ca poet, Heine a debutat în 1821 cu volumul Gedichte (Poezii). Pasiunea sa amoroasă unilaterală față de verișoarele sale Amalie și Therese l-au inspirat să scrie cele mai reușite versuri, Buch der Lieder (Cartea cântecelor, 1827).
În 1831 Heine a plecat în Franța, la Paris. Acolo a aderat la socialismul utopic, reprezentat de adepții ideilor lui Saint-Simon, care propovăduiau un paradis egalitarist, fără clase sociale, bazat pe meritocrație.
Cu excepția unei scurte vizite în Germania, în 1843, el și-a petrecut restul vieții la Paris. În Germania lucrările sale au fost interzise, împreună cu ale celor care erau considerați ca făcând parte din mișcarea Junges Deutschland (Germania tânără).
Cu toate acestea, de la distanță, a continuat să comenteze politica germană. În 1844 a scris Deutschland. Ein Wintermärchen (Germania. O poveste de iarnă), un fel de dare de seamă a călătoriei întreprinse de el în Germania și a climatului politic de acolo. Prietenul său, Karl Marx, a publicat lucrarea în ziarul Vorwärts. În lucrarea Atta Troll: Ein Sommernachstraum (Atta Troll: Visul unei nopți de vară), el a satirizat politica utopică a opozanților regimului din Germania.
Experiența emoționantă a exilului său se oglindește în poezia In der Fremde (Printre străini). În ultimii săi opt ani de viață a fost țintuit la pat, unii cred că a avut scleroză în plăci, în timp ce alții opinează că a avut sifilis. A murit la Paris și a fost înmormântat în Cimitirul Montmartre.
În 1933, în cursul raidului întreprins de naziști asupra Institut für Sexualwissenschaft (Institutul pentru științe sexuale), printre cărțile arse în Piața Operei (Opernplatz) din Berlin s-au găsit și lucrările lui Heine.
Se pare că replica din piesa sa Almansor, din 1821: Dort, wo man Bücher verbrennt, verbrennt man am Ende auch Menschen (Acolo unde se ard cărți se vor arde, până la urmă, și oamenii) a reprezentat o sumbră prevestire.

## Scrieri
- Auf Flügeln des Gesanges
- Gedichte, 1821
- Lyrisches Intermezzo, 1822 (Intermezzo liric)
- Tragödien, nebst einem lyrischen Intermezzo, 1823
- Reisebilder, 1826-31 (Imagini de călătorie)
- Die Harzreise, 1826 (Călătorie în Harz)
- Ideen, das Buch le Grand, 1827
- Englische Fragmente, 1827
- Buch der Lieder, 1827 (Cartea cântecelor)
- Französische Zustände, 1833
- Zur Geschichte der neueren schönen Literatur in Deutschland, 1833
- Die romantische Schule, 1836
- Der Salon, 1836-40
- Über Ludwig Börne, 1840
- Neue Gedichte, 1844 - (Poezii noi)
- Deutschland. Ein Wintermärchen, 1844 - (Germania, o poveste de iarnă)
- Atta Troll. Ein Sommernachtstraum, 1847 (Atta Troll. Visul unei nopți de iarnă)
- Romanzero, 1851
- Der Doktor Faust, 1851
- Les Dieux en Exil, 1853
- Die Harzreise, 1853 (Călătorie în Harz)
- Lutezia, 1854
- Vermischte Schriften, 1854
- Letzte Gedichte und Gedanken, 1869
- Sämtliche Werke, 1887-90 (7 Vols.)
- Sämtliche Werke, 1910-20
- Sämtliche Werke, 1925-30
- Werke und Briefe, 1961-64
- Sämtliche Schriften, 1968